# Ilha de Arran
A ilha de Arran é a maior ilha do Firth of Clyde, na Escócia, e com uma área de 432 km2 é a sétima maior ilha escocesa. Está localizada na autoridade unitária de North Ayrshire e em 2013 tinha uma população residente de 4629 habitantes. A ilha de Arran é montanhosa e tem sido descrita como um "paraíso geológico".
A ilha tem sido continuamente habitada desde o período neolítico inicial, como é evidenciado pelos inúmeros vestígios pré-históricos. A partir do século VI, tribos de língua gaélica e da Irlanda colonizaram a ilha, que se tornou um centro de atividade religiosa. Durante o período turbulento dos viquingues, Arran tornou-se propriedade da coroa norueguesa antes de ser formalmente absorvida pelo Reino da Escócia, no século XIII. As distâncias no século XIX resultaram numa diminuição significativa da população e no desaparecimento da língua e da cultura gaélica próprias.
A economia e a população foram reforçadas nos últimos anos, e a principal indústria é o turismo. Arran também é o lar de grande biodiversidade, incluindo três espécies de árvores endémicas para a ilha.